# Vịnh Puck

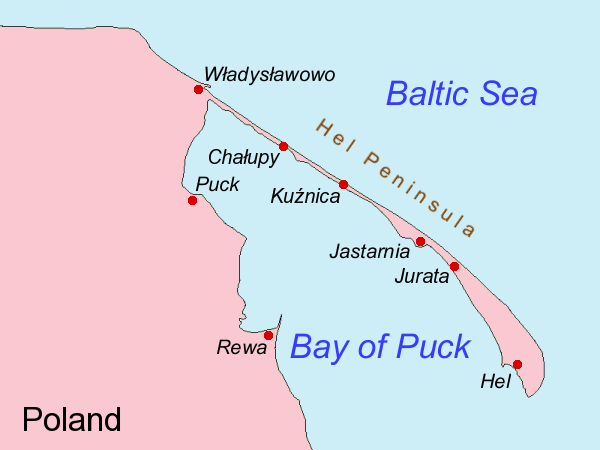
Vịnh Puck và Báng đảo Hel

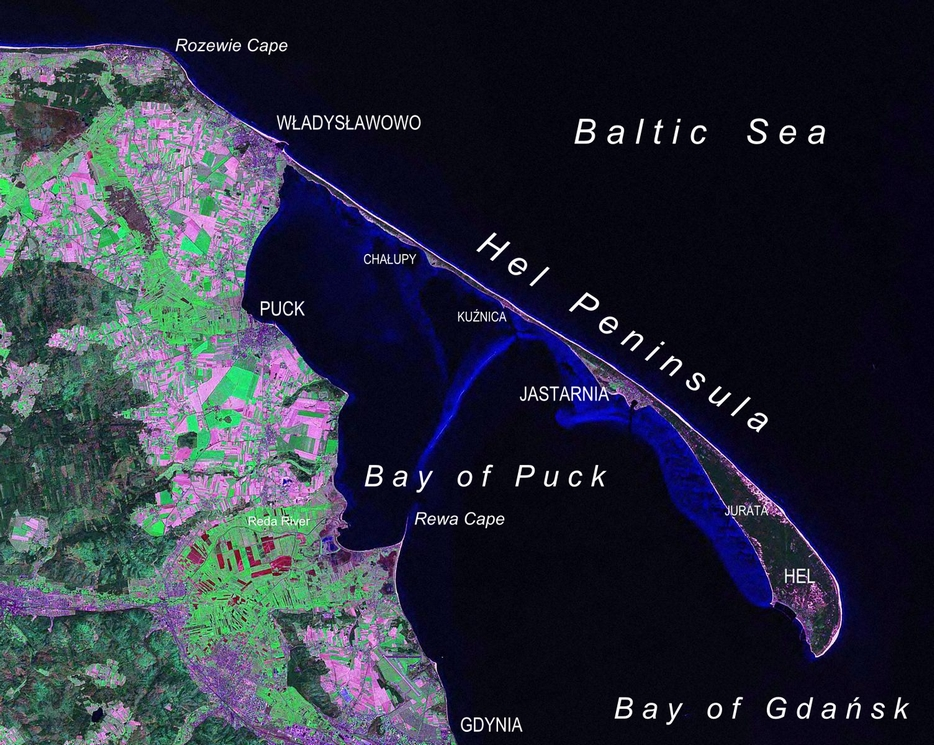
Vịnh Puck và Bán đảo Hel nhìn từ vệ tinh năm 2000

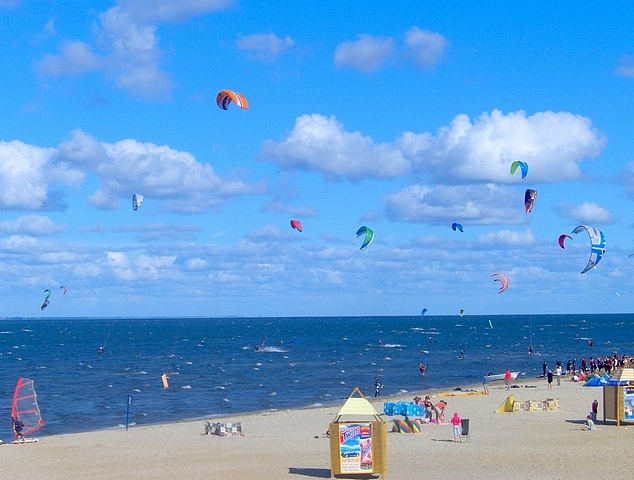
Lướt ván, bãi biển Puck

Vịnh Puck (tiếng Ba Lan: Zatoka Pucka; tiếng Kashubian: Pùckô Hôwiga), lịch sử cũng gọi là Vịnh Putzig (tiếng Đức: Putziger Wiek), là một phần vịnh nông ở phía tây của Vịnh Gdańsk tại phía nam Biển Baltic, bên ngoài bờ biển Gdańsk Pomerania, Ba Lan. Vịnh Puck ngăn cách với biển khơi bởi Bán đảo Hel.
Vịnh Buck có chiều sâu trung bình từ 2 tới 6 m. Có 1 đụn cát nông từ Mũi Rewa tới Kuźnica ở giữa Bán đảo Hel. Chỉ các thuyền đánh cá nhỏ và các thuyền yatch mới lưu thông được trong Vịnh này. Có 1 lớp muối potassium ở đáy Vịnh Puck.
Các hải cảng chính là Puck, Jastarnia, và Hel.